# Dobużek-Kolonia
Dobużek-Kolonia – wieś w Polsce położona w województwie lubelskim, w powiecie tomaszowskim, w gminie Łaszczów.
W latach 1975–1998 miejscowość administracyjnie należała do województwa zamojskiego.
Wieś w sołectwie Dobużek gminy Łaszczów. Według Narodowego Spisu Powszechnego z roku 2011 wieś liczyła 127 mieszkańców.